# Oblekoń
Oblekoń – wieś w Polsce, położona w województwie świętokrzyskim, w powiecie buskim, w gminie Pacanów. Leży na lewym brzegu Wisły.
| SIMC    | Nazwa            | Rodzaj    |
| ------- | ---------------- | --------- |
| 0258595 | Błonie           | część wsi |
| 0258603 | Górki            | część wsi |
| 0258610 | Isep             | część wsi |
| 0258626 | Ispówka          | część wsi |
| 0258632 | Osada Oblekońska | część wsi |
| 0258649 | Otoka            | część wsi |
| 0258655 | Podchruście      | część wsi |
| 0258661 | Podlesie         | część wsi |
| 0258678 | Smykały          | część wsi |
| 0258684 | Tur              | część wsi |
| 0258690 | Wola Oblekońska  | część wsi |
| 0258709 | Zadworze         | część wsi |

## Historia
W 1291 roku w Oblekoniu istniał zamek obsadzony przez stronników księcia Władysława Łokietka, który wg relacji kronikarza Jana Długosza zdobyły wojska czeskie pod dowództwem biskupa praskiego Tobiasza wysłane na ziemię sandomierską przez króla czeskiego Wacława II.
W XIX w. wieś należała do gminy Wójcza w powiecie stopnickim. Znajdował się tu folwark. Działała szkoła początkowa ogólna. W roku 1827 Oblekoń miał 96 domów i 649 mieszkańców.
W latach 1954–1972 wieś należała i była siedzibą władz gromady Oblekoń. W latach 1975–1998 miejscowość położona była w województwie kieleckim.